# Chiesa di Santo Stefano in Nosiggia
La chiesa di Santo Stefano in Nosiggia era una chiesa di Milano. Situata in un'area allora edificata corrispondente all'odierna piazza Belgioioso, fu demolita nel 1787.

## Storia
Della chiesa si ha traccia in documenti risalenti al VIII secolo per essere poi citata in dei documenti relativi ad un concilio provinciale del 1119. Nella chiesa sarebbe stato battezzato Goffredo da Bussero nel XIII secolo. Il nome "Nosiggia", dato per distinguerla da altre chiese dedicate allo stesso santo, deriverebbe o per il patronato della famiglia Nusiggia o per corruzione del nome derivato da antico albero di noce presente sull'area di edificazione della chiesa, noce peraltro stemma della famiglia Nusiggia.

## Architettura
La chiesa aveva una pianta a forma rettangolare di 40 metri di lunghezza e 12 di larghezza. La chiesa originale, descritta come piccola e angusta, fu ricostruita nel XVII secolo con una facciata ornata con paraste di ordine ionico, il portale d'ingresso era sormontato da una statua del santo tutelare della chiesa: l'interno era ad unica navata con tre cappelle. La paternità del progetto secentesco fu assegnata al bolognese Antonio Maria Corbetta.